# Platani
El Platani (siciliano: Plàtani), conocida en los tiempos antiguos como Alico (Halykòs - Halykus, salado) es un río del sur de Sicilia (Italia insular). Es el quinto más largo de la isla, después del Imera Meridionale, el Simeto, el Belice y el Dittaino, con un curso de 103 km, y el tercero por su cuenca hidrográfica con 1.785 km², tras el Simeto y el Imera Meridionale. Fluye a través de las provincias de Palermo y Agrigento, marcando el límite entre esta última y la de Caltanissetta.
El río nace en la confluencia de Platani di Lercara y Platani di Castronuovo, que, respectivamente, nacen en los municipios de Lercara Friddi (bajo el monte Pizzo Lanzone) y Santo Stefano Quisquina (entre las montañas Serra della Moneta y Pizzo della Rondine). Desde la confluencia a la desembocadura recorre unos 83 km; incluyendo el ramal de Castronuovo la longitud total es 103 km. A lo largo de su curso el Platani recibe las aguas de varios afluentes, incluyendo Gallo d'Oro, Turvoli, Vallone Morella, Vallone Tumarrano y Vallone di Aragona.
El río desemboca en el estrecho de Sicilia, cerca del cabo Bianco, en el límite entre los municipios de Ribera y Cattolica Eraclea.